# Izu-Shaboten-Zoo
Koordinaten: 34° 54′ 25,7″ N, 139° 6′ 3,2″ O

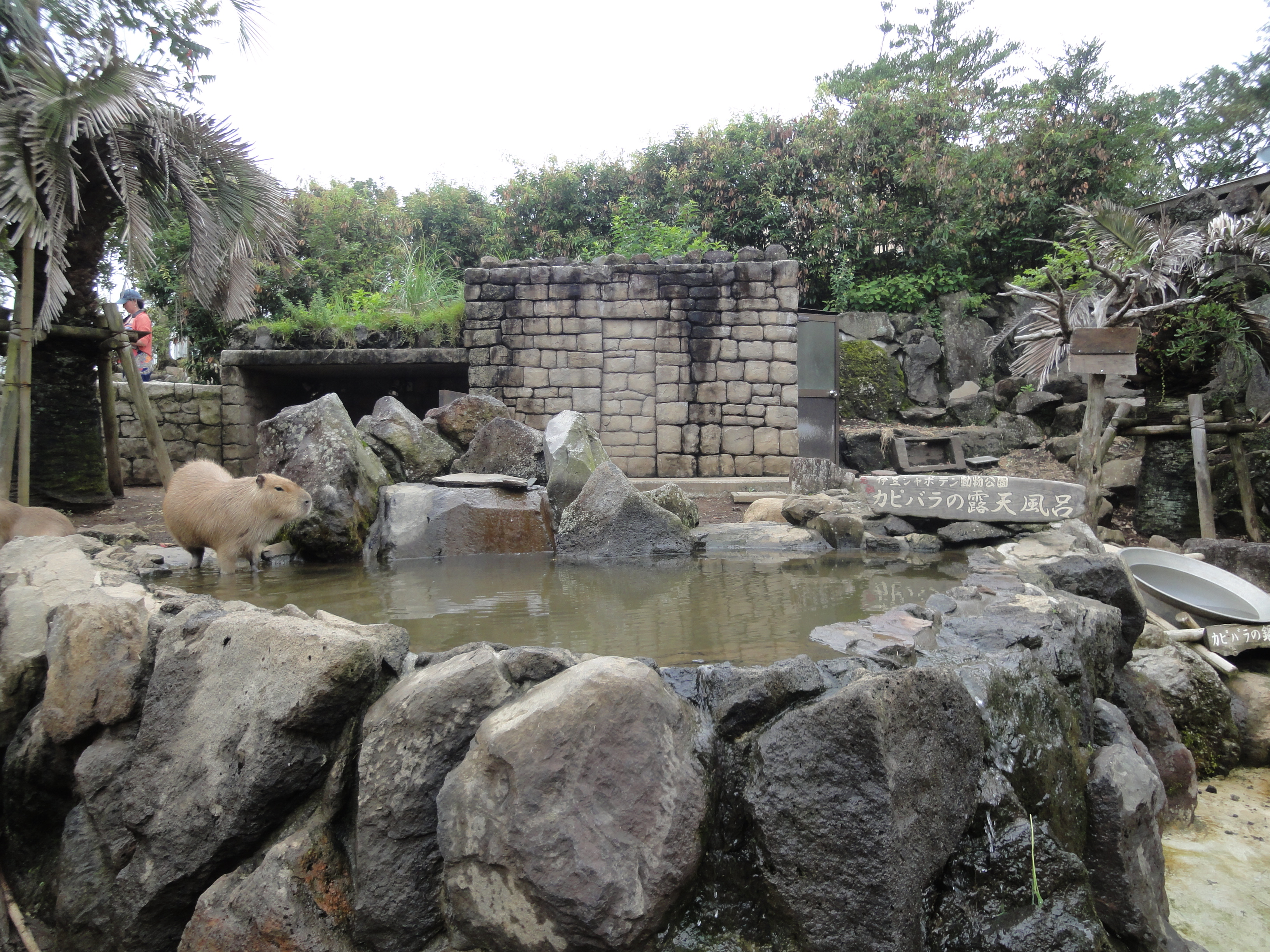
Beheizbarer Teich für Capybaras

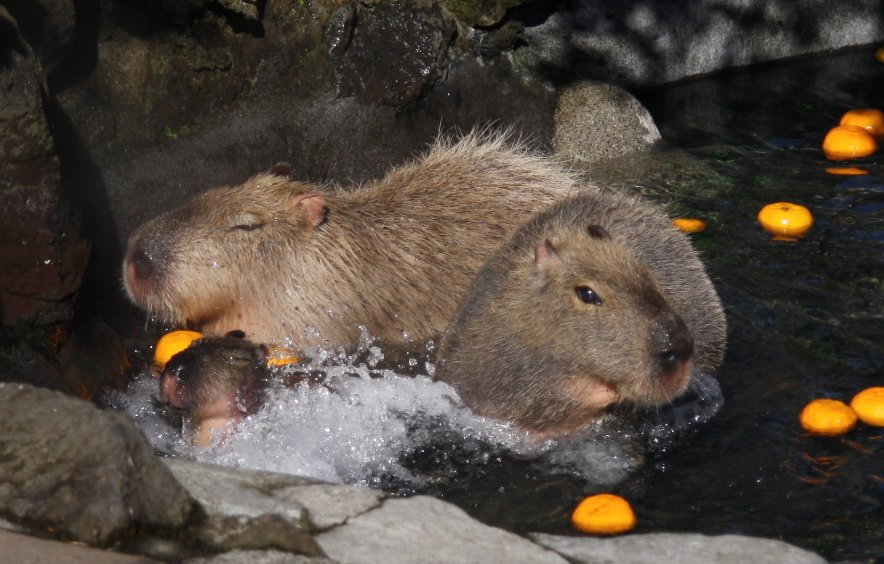
Capybaras beim Yuzu-Bad

Der Izu-Shaboten-Zoo (jap. 伊豆シャボテン動物公園 Izu shaboten dōbutsu-kōen, deutsch ‚Izu-Kaktus/Kakteen-Tierpark‘, englisch Izu Shaboten Zoo) ist die Kombination eines Botanischen Gartens und eines Zoos. Die Anlagen befinden sich in der Stadt Itō auf der Izu-Halbinsel in der japanischen Präfektur Shizuoka.

## Geschichte
1959 wurde der „Izu-Kakteenpark“ (伊豆シャボテン公園 Izu shaboten kōen, englisch Izu Shaboten Park) als Kakteengarten eröffnet. 2016 wurde der Name zum heutigen geändert, damit sich der inzwischen um einen Tierpark erweiterte Charakter des Geländes auch im Namen widerspiegelt.

## Anlagenkonzept

### Botanischer Garten
Im Botanischen Garten befinden sich rund 1500 Pflanzenarten, schwerpunktmäßig Kakteengewächse (Cactaceae) und andere Sukkulenten, die in erster Linie aus Südamerika, Mexiko und Madagaskar stammen. Neben den in den parkartigen Anlagen wachsenden Pflanzen, sind die wärmeliebenden Kakteen in der Mehrzahl in Gewächshäusern untergebracht. Die afrikanische Flora ist außerdem mit Dracaena cinnabari, dem Drachenblutbaum, vertreten. Einige Vogelarten, beispielsweise Pfauen und Entenvögel, bewegen sich frei auf dem Gelände.

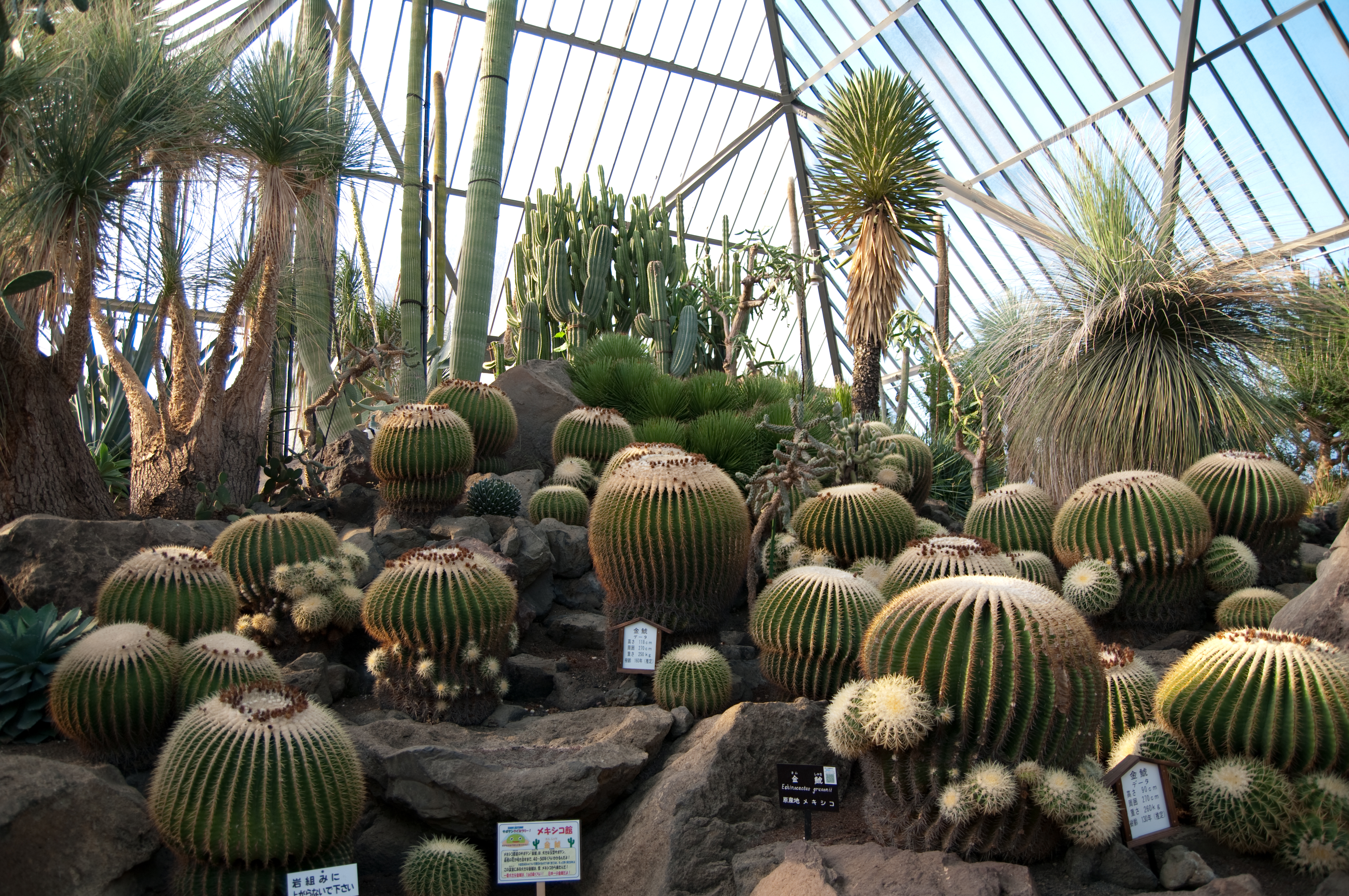
Mexikanische Kakteen in einem Gewächshaus
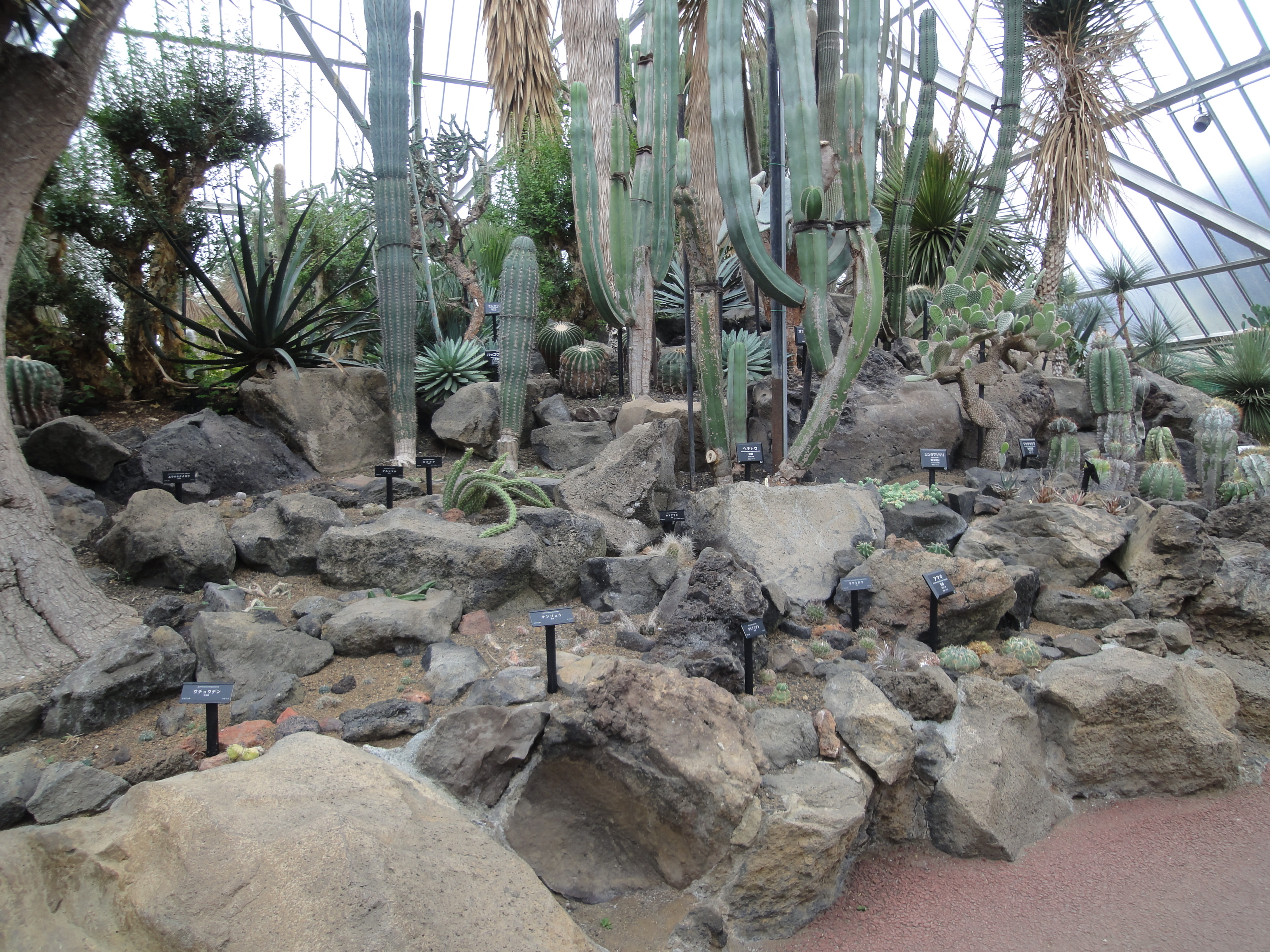
Südamerikanische Kakteen in einem Gewächshaus
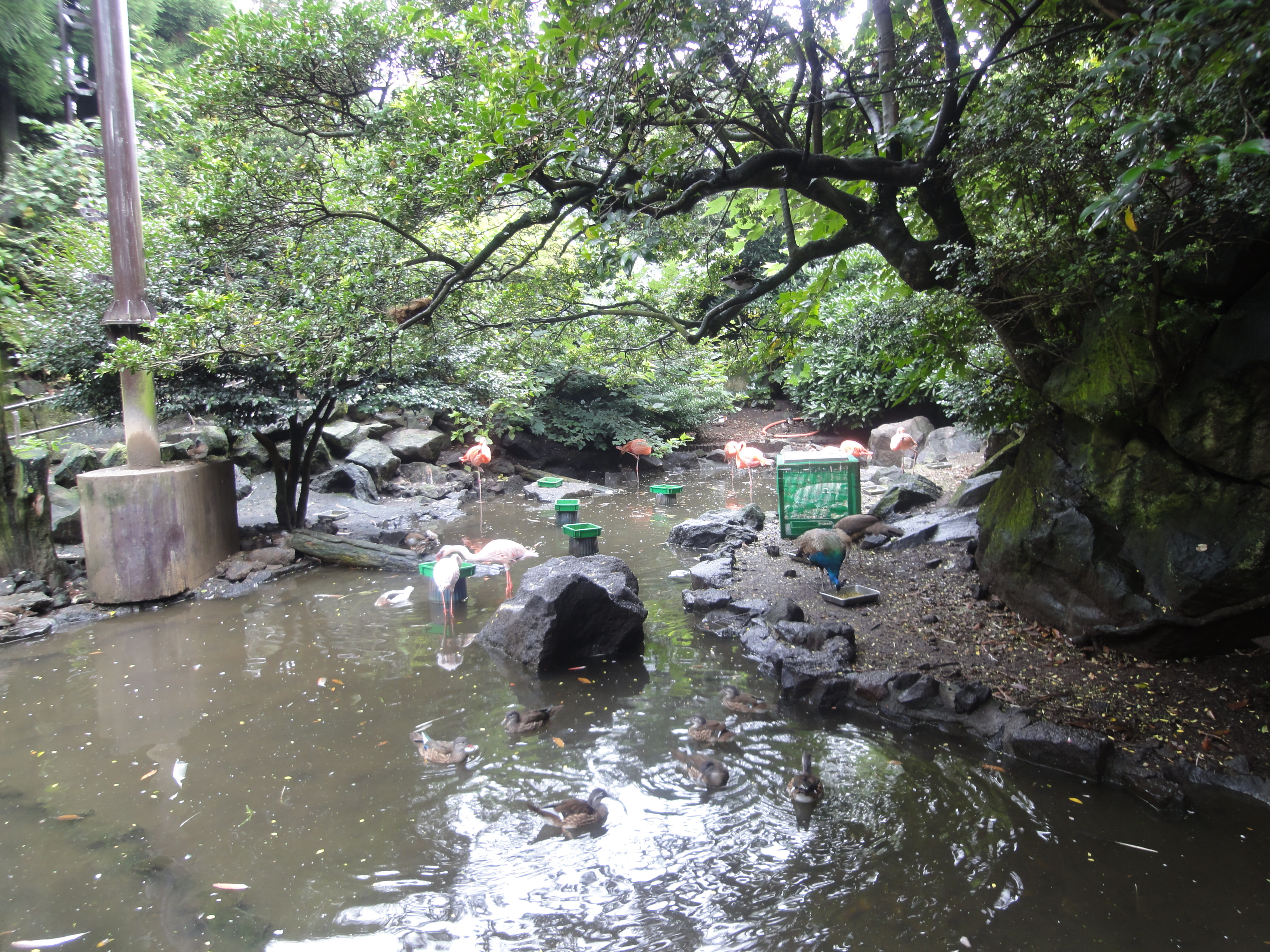
Teichlandschaft mit Flamingos und Enten
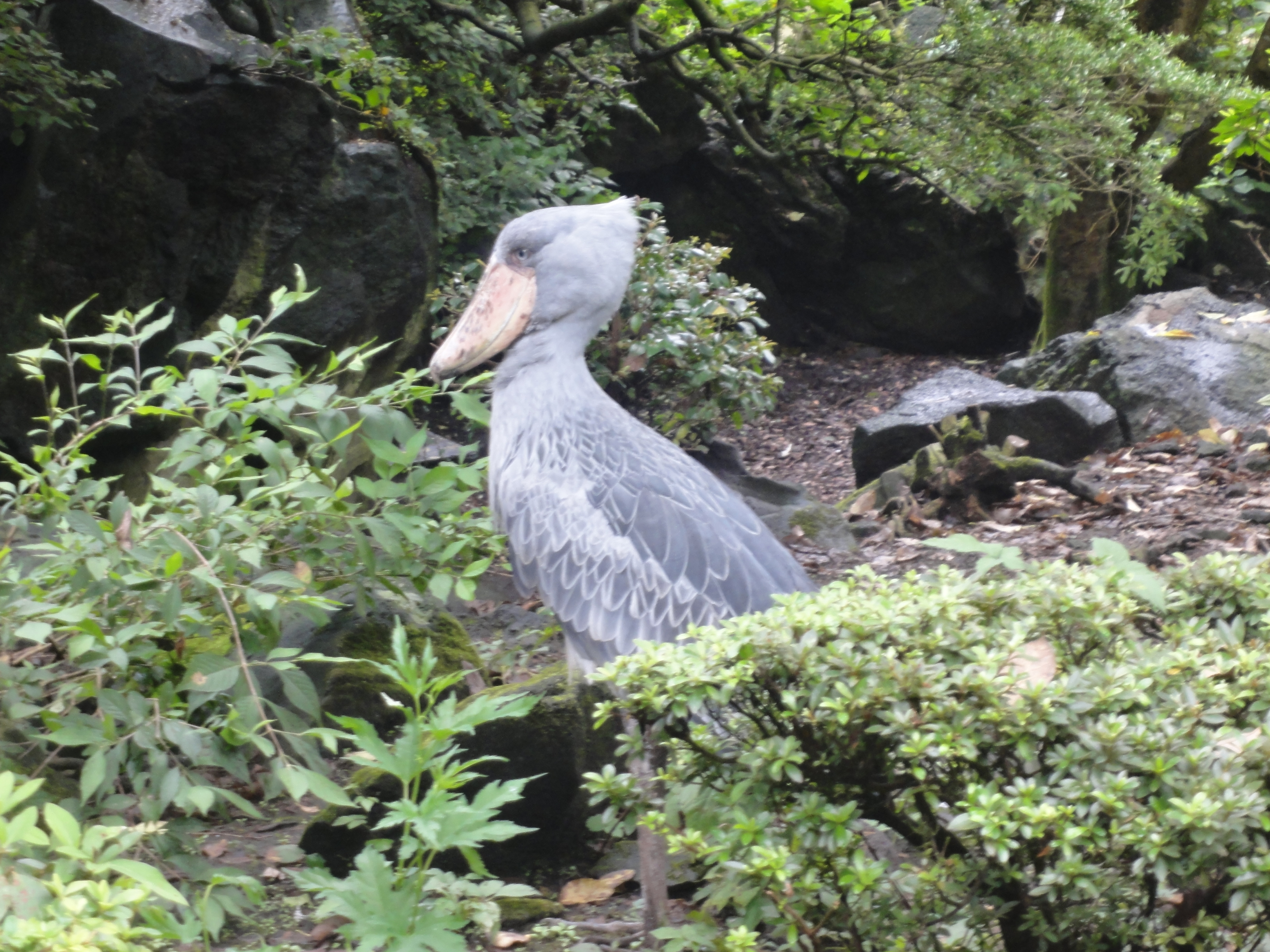
Schuhschnabel (Balaeniceps rex) in der Vegetation

### Zoo
Auf dem Gelände des Zoos sind ca. 140 Tierarten zu besichtigen. Gehalten werden überwiegend kleine und mittelgroße Tiere. Der Zoo ist in mehrere Sektionen unterteilt. Es werden geführte Touren mit Booten entlang verschiedener Affeninseln angeboten, wobei die Besucher einige der Tiere füttern dürfen. Im Zoorestaurant werden auch spezielle Gerichte angeboten, die mit Kaktusfleisch zubereitet werden. In einem Souvenirladen können verschiedene kleine nachgezüchtete Kakteen sowie T-Shirts mit Capybara-Motiven käuflich erworben werden.

### Capybara-Onsen
Eine Besonderheit im Zoo ist ein Badeteich (Onsen) für die aus Südamerika stammenden Capybaras (Hydrochoerus hydrochaeris), der in den Winter- und Frühjahrsmonaten geheizt und von den Tieren als Wärme- und Entspannungsquelle gerne genutzt wird. Diese Einrichtung geht auf das Jahr 1982 zurück, als ein Mitarbeiter beim Reinigen der Anlage mit heißem Wasser zufällig bemerkte, wie sich ein Capybara in einer heißen Wasserstelle im Becken wohlfühlte. Der daraufhin eingerichtete und mit heißem Wasser gefüllte Onsen wird seitdem sowohl von den erwachsenen, als auch den Jungtieren gerne und eifrig genutzt. Die badenden Tiere sind eine alljährliche Attraktion für die Besucher. An Festtagen wird der Onsen zusätzlich mit halbierten Yuzu-Früchten garniert, wie es einem traditionellen Yuzu-Bad in Japan entspricht. Die im Zoo lebenden Capybaras zeigen ein ähnliches Verhalten wie frei lebende Japanmakaken (Macaca fuscata), die sich im Winter ebenfalls gerne über längere Zeiträume in natürlichen heißen Quellen aufhalten.